# Relaciones Bután-Estados Unidos

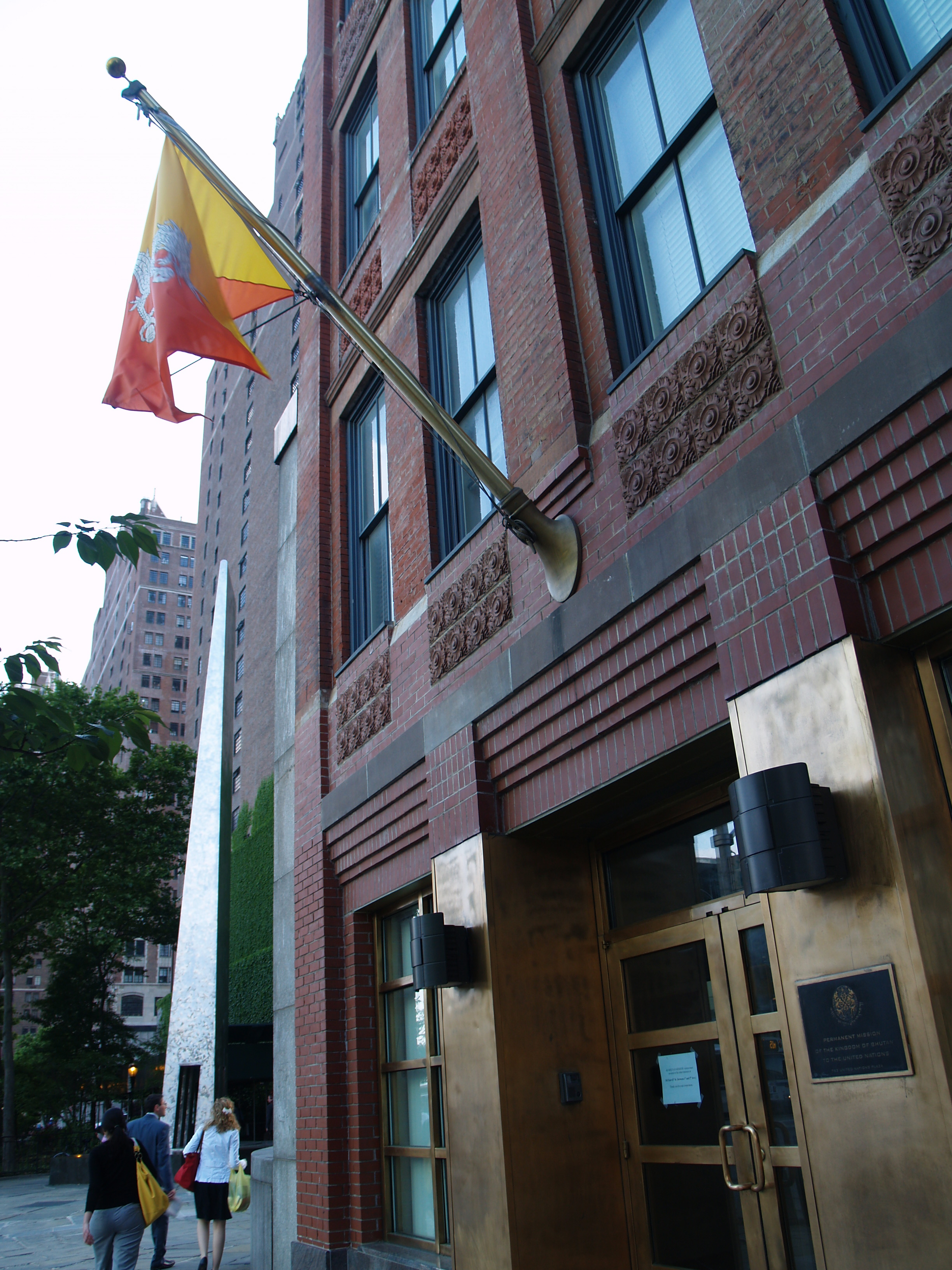
La misión permanente de Bután ante las Naciones Unidas en Ciudad de Nueva York

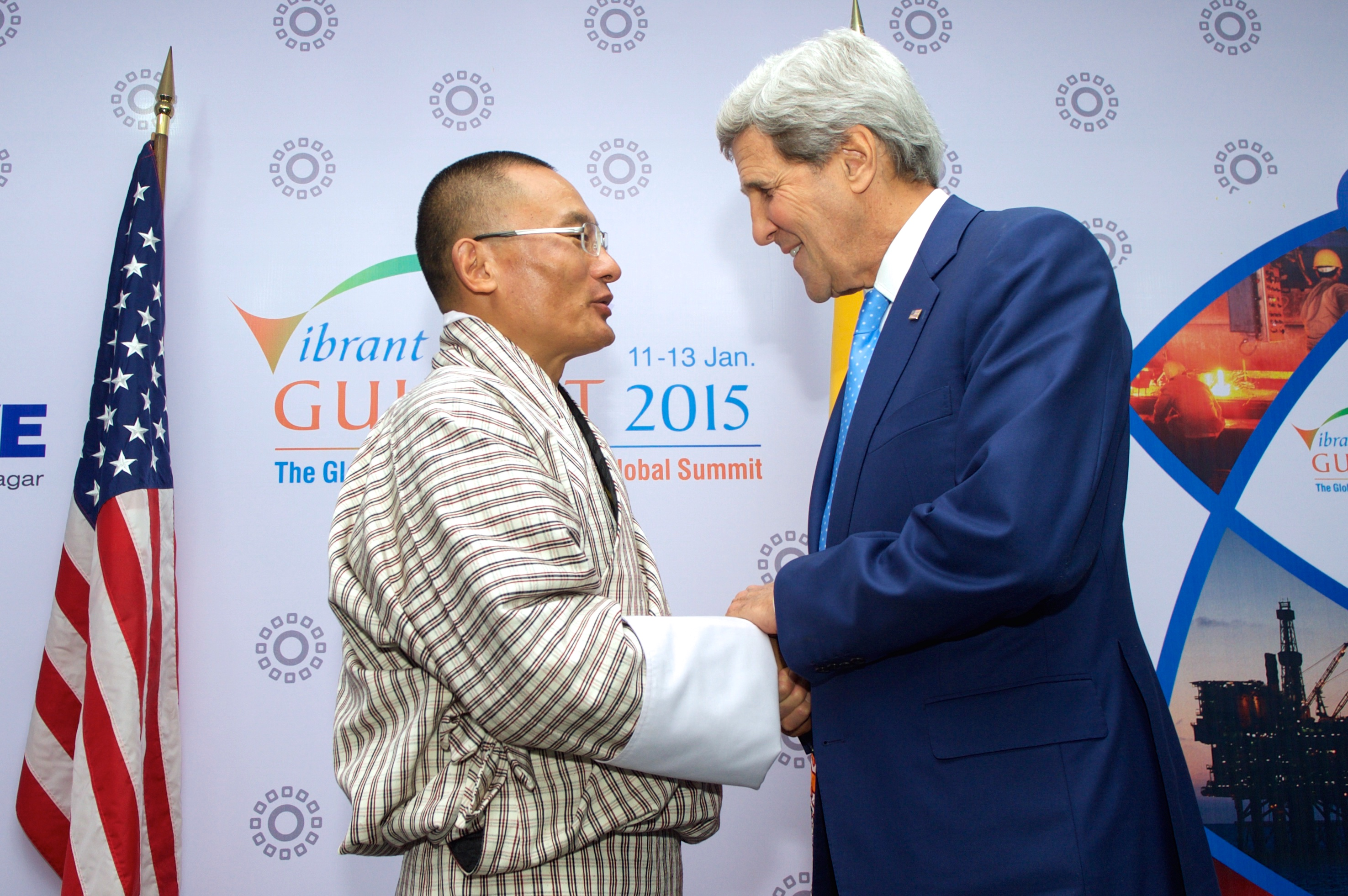
El primer ministro de Bután Tshering Tobgay con el Secretario de Estado de los Estados Unidos John Kerry en 2015

Las relaciones Bután-Estados Unidos son las relaciones diplomáticas entre Estados Unidos y Bután. El Reino de Bután y los Estados Unidos de América comparten relaciones bilaterales. Bután está representado en los EE. UU. a través de su misión permanente ante Naciones Unidas.
Si bien ambos países no comparten misiones diplomáticas, las relaciones entre dos naciones se consideran "amigables y cercanas", debido a los valores compartidos entre los dos países. La creciente alianza entre India y los EE. UU. (ver: Relaciones India-Estados Unidos) también ha ayudado a mejorar las relaciones bilaterales entre EE. UU. y Bután.